# スウェージー (小惑星)
スウェージー（992 Swasey）は小惑星帯に位置する小惑星である。1922年11月14日、オットー・シュトルーベがアメリカ合衆国のヤーキス天文台で発見した。
アメリカ合衆国の天文機械製造者アンブローゼ・スウェージー（Ambrose Swasey）に因んで命名された。